# Andancette
Andancette – miejscowość i gmina we Francji, w regionie Owernia-Rodan-Alpy, w departamencie Drôme.
Według danych na rok 1990 gminę zamieszkiwało 1157 osób, a gęstość zaludnienia wynosiła 193 osoby/km² (wśród 2880 gmin regionu Rodan-Alpy Andancette plasuje się na 701. miejscu pod względem liczby ludności, natomiast pod względem powierzchni na miejscu 1438.).

## Populacja

Populacja Andancette w latach 1962–2008